# Paul Wernher
Paul Wernher (* 19. Mai 1839 in Nierstein; † 3. Dezember 1901 in Darmstadt) war ein preußischer Generalleutnant und Adjutant des Großherzogs Ernst Ludwig von Hessen-Darmstadt.

## Leben
Paul Wernher wurde als Sohn des Politikers Philipp Wilhelm Wernher und dessen Ehefrau Katharina Dilg (1810–1865) geboren. Nach dem Besuch der Höheren Gewerbeschule in Darmstadt meldete er sich 1845 freiwillig beim Artillerie-Korps,  wurde 1858 Leutnant im 
Garde-Chevauxlegers-Regiment der Hessen-kasselschen Armee und kam nach 4-jähriger Dienstzeit zum 2. Reiter-Regiment und war anschließend bis 1864 im  Generalquartiermeisterstab, als er Oberleutnant im 1. Reiter-Regiment wurde. 
Nach der Annexion des Landes Hessen durch Preußen im Jahre 1866 wurden die hessischen Truppen in die preußische Armee integriert, jedoch behielten sie ihre rechtliche Selbständigkeit. 1867/1868 erhielt Wernher am Militärreitinstitut Hannover eine militärische Reit- und Reitlehrerausbildung. Er kehrte als Rittmeister und Eskadronchef zu seinem Regiment zurück und wechselte bereits nach einem Jahr zum 2. Reiter-Regiment. 1877 kam er als Adjutant zur 16. Division in Trier. Im selben Jahr wurde er Adjutant des Großherzogs Ludwig IV. von Hessen und bei Rhein, der die 25. Division befehligte. 
Später wurde er Major im Leib-Dragoner-Regiment und stieg bis zum Generalleutnant (1894) auf. 1899 wurde er Generaladjutant des Großherzogs Ernst Ludwig von Hessen-Darmstadt im Leib-Dragoner-Regiments Nr. 24.
Zum 22. September 1899 wurde er À la suite gestellt.
Am 2. Juli 1872 heiratete er in Darmstadt Caroline Keim (1849–1885, Tochter des Generalleutnants Friedrich Wilhelm Keim).
Aus der Ehe sind die Kinder Elisabeth (* 1873, ∞ Maximilian Roeder von Diersburg), Alice (* 1874, ∞ Rittergutsbesitzer Hans Jung) und Wilhelm (* 1876, Oberleutnant) hervorgegangen. 

### Auszeichnungen
- 1884 Komturkreuz des Verdienstordens vom Heiligen Michael[2]
- 1893 Orden vom Zähringer Löwen[3]
- 1898 Großkreuz des Ludewigs-Ordens[4]